# Oregoni Egészségtudományi Egyetem
Az Oregoni Egészségtudományi Egyetem (Oregon Health & Science University, OHSU) az Amerikai Egyesült Államok Oregon államának Portland városában működő állami fenntartású kutatóegyetem. Az intézmény 1887-ben jött létre az Oregoni Egyetem részeként (később Oregoni Egyetem Orvosi Főiskola), majd 1974-ben függetlenedett. Mai nevét 2001-ben, az Oregon Graduate Centerrel való egyesülését követően vette fel.
Az intézmény képzéseit széles körben elismerik, a háziorvosi szak a U.S. News & World Report rangsorának első helyén áll.

## Története
A Willamette Egyetem Orvosi Intézetét az 1860-as években alapították Salemben, majd az 1870-es években Portlandbe költöztették. 1915-ben az Oregoni Egyetem és a Willamette Egyetem orvosi képzéseit összevonták, és az új intézmény 1919-ben Marquam Hill városrészbe költözött. A költözés előtt két évvel egy vasúti járműtelep számára alkalmatlan területből az Oregon Railroad and Navigation Company 8,1, míg C. S. „Sam” Jackson 36 hektár földet adományozott.
A következő negyven évben elindultak az ápolói és fogorvosi képzések.
1955-ben Mark Hatfield szenátor egy oktatókórház létrehozását indítványozta, majd 1974-ben Oregon állam a Marquam Hill-i intézményeket az Oregoni Egyetemtől független kórházba vonta össze. 1998-ban a klinikai kutatóközpont felvette Hatfield nevét, az előtérben pedig egy emlékfalat avattak. Ted Kulongoski kormányzó 2008-as döntésével a kuratórium elnöki pozíciója is Hatfield nevét viseli.
Az Oregon Graduate Institute 2001 júliusában OGI Mérnöki Tudományok Intézete néven az egyetembe olvadt; ezt az M. J. Murdock alap által biztosított négymillió dollár tette lehetővé. Az OGI Intézetet 2008-ban Mérnöki Tudományok Tanszékére nevezték át. 2014-ben a hillsborói campust a Marquam Hill-i székhelyre költöztették.
2008. október 29-én bejelentették, hogy a Nike társelnöke, Phil Knight és felesége százmillió dollárt adományoztak az iskolának, amelyet rákkutatásra fordítottak: a rákkutató intézet felvette Knight nevét. 2013-ban Knight bejelentette, hogy további ötszázmilliót ad, ha az intézmény a következő két évben ugyanennyivel kiegészíti. Ennek hatására 2014-ben a Columbia Sportswear elnöke, Gert Boyle is százmilliót adott. 2015. június 25-én az egyetem bejelentette, hogy ötszázmillió dollár adományt gyűjtöttek; Knight a Good Morning America műsorban közölte, hogy ezt ugyanennyivel egészíti ki.
A Nyugati Egészségtudományi Egyetem lebanoni campusának 2011-es megnyitásáig az OHSU volt az állam egyetlen orvosi egyeteme.
A Cas9 DNS-szerkesztő eszközt 2020-ban az egyetemen alkalmazták először in vivo a Leber-féle veleszületett vakság visszafordítása céljából.

### Állatjogok
Az intézményt a Mezőgazdasági Minisztérium 2020 februárjában megbírságolta, miután laboratóriumukban öt nyest szomjan halt; emellett megállapították, hogy a görények agyának vizsgálata során a sebészeti eszközök beszennyeződhetnek. 2019-ben a görényekkel kapcsolatos kutatásokat egy hónapra leállították. 2014 óta összesen kilenc szabálysértést tártak fel.

## Campusok
A Marquam Hill-i campus az egyetem székhelye, emellett két kórházat (egyetemi kórház és gyermekkórház) is fenntartanak itt. A veteránkórházat nem az egyetem működteti; az egyetemi kórházat és a veteránkórházat egy 1992-ben épített híd köti össze. Az OGI Intézet korábban Hillsboróban működött, továbbá a városban van az intézmény főemlőskutató intézete.
2003-ban a Marquam Hill-i campus bővítését jelentették be. Az egészségtudományi épület 2007-ben elérte a LEED platina szintű energiahatékonysági szintjét. A 2014. június 26-án megnyílt élettudományi központ 295 millió dollárból épült; az OHSU mellett az Oregoni Állami Egyetem és a Portlandi Állami Egyetem egyes képzései is itt folynak. 2018 áprilisában az épület felvette Joseph E. Robertson nevét. A South Waterfront és Marquam Hill közötti libegő 2006. december 1-jén nyílt meg.
2008. január 8-án egy vírus- és fertőzéskutató intézet megnyitását jelentették be a Florida állambeli Port St. Lucie városban.

## Oktatás

### Orvosi Intézet
Az 1750 oktatót foglalkoztató intézet az orvosi mellett MSc és filozófiai képzéseket is indít. 2022-es általános rangsorában a 4., míg a kutatói munkát rangsorolóban a 32. helyen állt. A háziorvosi képzés a rangsor első, az asszisztensi a negyedik helyét foglalja el. Itt működik az állam egyetlen orvostudományi doktori iskolája. A hallgatók 70%-a oregoni; évente a 150 helyre több mint 6700-an jelentkeznek, közülük 570-et hívnak be felvételire. A bekerülők tanulmányi átlaga 3,63.

### Fogorvosi Intézet
A fogorvosi intézet 1945-ben olvadt az egyetembe. Endodontia, fogszabályozás, patológia és radiológia, száj- és állcsontsebészet, parodontológia, gyermekfogászat és más területeken is kínál képzéseket. Doktori képzésében évente 75-en tanulnak. 2014-ben az Orvosi Intézettel együtt South Waterfront kerületbe költöztették.

### Ápolóképző Intézet
Az intézet alap- és mester-, valamint doktori képzéseket is indít. A U.S. News & World Report 2010-ben a mesterképzést a 7., míg az idősápolói képzést az 5. helyre sorolta.

## OHSU Alapítvány
2021-ben a Doernbecher Gyermekkórházért Alapítvány az OHSU Alapítványba olvadt.

## Kritikák

### Libegő
Az egyetemet a South Waterfront városrésszel összekötő kötélpályás felvonót több kritika érte a négyszeres költség, és a köztulajdonú területek magáncélú hasznosítása miatt.

### PETA
2006-ban a PETA állatjogi szervezet felhívta a figyelmet az Oregoni Egyetemmel közös kutatásra, amely a juhok szexuális irányultságát vizsgálta.

## Nevezetes személyek
- Bita Moghaddam, viselkedéskutató[38]
- Brian Druker, a Knight Rákkutató Intézet vezetője[39]
- Bud Pierce, politikus[40]
- D. George Wyse, kardiológus[41]
- Esther Choo, sürgősségi orvos[42]
- John Kitzhaber, Oregon legtovább hivatalban lévő kormányzója[43]
- Lendon Smith, gyermekorvos, szülész-nőgyógyász, televíziós személyiség[44]
- Matthew Keeslar, urológus[45]
- Melissa Wong, rákkutató[46]
- Muriel Lezak, neurológus, író[47]
- N. Gregory Hamilton, pszichiáter[48]
- Owen McCarty, az egyetem Biomérnöki Tanszékének vezetője[49]
- Shoshana R. Ungerleider, producer[50]
- Suzanne Fei, biológus[51]

## Fordítás
- Ez a szócikk részben vagy egészben  az   Oregon Health & Science University című angol Wikipédia-szócikk ezen változatának fordításán alapul.  Az eredeti cikk szerkesztőit annak laptörténete sorolja fel. Ez a jelzés csupán a megfogalmazás eredetét és a szerzői jogokat jelzi, nem szolgál a cikkben szereplő információk forrásmegjelöléseként.